# Eduard Krebsbach
Eduard Krebsbach (8. srpna 1894 – 28. května 1947) byl německý lékař a příslušník jednotek SS, který většinu války působil jako doktor v koncentračním táboře Mauthausen.
Po válce byl odsouzen za zločiny proti lidskosti a popraven.

## Práce v koncentračním táboře
Na podzim roku 1941 získal Krebsbach hodnost Standortarzt (vězeňského doktora) v koncentračním táboře Mauthausen a byl pověřen dozorem a vedením táborového zdravotnického personálu. Byl zodpovědný za zavedení hromadného zabíjení vězňů smrtící injekcí, která byla naplněna většinou benzínem a byla aplikována do srdce vězně. Za jeho působení bylo tímto způsobem popraveno asi 900 vězňů (povětšinou Rusů, Poláků a Čechů). Kvůli této „zálibě“ obdržel přezdívku Dr. Spritzbach (Dr. Injekce). Byl také zodpovědný za stavbu plynové komory v sklepení nemocnice v Mauthausenu.
Krebsbach často navštěvoval a vybíral vězně, určené k popravě. Jeho bývalý kolega z tábora popsal tyto selekce takto: 
Jako starší doktor z řad SS, Krebsbach občas obešel bloky a zastavil se v bloku, kde bylo několik přeživších židů. Poté co se před ním postavili do řady se jich zeptal, zda byl některý z nich doktorem. Pokud některý odpověděl, že ano, zařval na něj, že je pouze židovské prase a ne lékař.

Příštího dne tohoto nešťastníka odvedli kápové a zlikvidovali jej.

Pokud měl některý z vězňů zlomenou končetinu (v táboře ne neobvyklá situace), kápo tohoto vězně zvedl a hodil s ním o zeď. Přihlížející Krebsbach k tomuto jednou poznamenal: 
„Jeho zlomenina je nyní beznadějný případ.“ Jozef Hezret, kolega Krebsbacha z Mauthausenu (AMM V3/22)

Během podzimu roku 1943 byl Eduard Krebsbach přesunut do koncentračního tábora v Kaiserwaldu v Lotyšsku, jelikož byl obviněn ze zastřelení německého vojáka Josefa Breitenfellnera. 
Když byl tento koncentrační tábor uzavřen, byl Krebsbach jmenován jedním z inspektorů, kteří řešili problémy nakažených vězňů a infekce na území Lotyšska, Estonska a Litvy. Později byl přesunut do armády, kde sloužil jako doktor. V roce 1944 z armády odešel a pracoval jako závodní doktor v továrně v Kasselu. 

## Poválečné soudní procesy vDachau
Po konci války byl zatčen a byl odsouzen ke trestu smrti v takzvaných „Dachauských procesech“.
Souzen byl americkou armádou dne 13. května 1946 a popraven byl 28. května 1947 v landsberském vězení.